# شركة جم للبتروكيماويات
شركة جم للبتروكيماويات (بالفارسية: شرکت پتروشیمی جم) هي شركة بتروكيماويات إيرانية تقع في عسلوية بمحافظة بوشهر، تأسست عام 2000.

## التاريخ
تأسست شركة جم للبتروكيماويات (JPC) عام 2000 كجزء من استراتيجية إيران الوطنية لتطوير صناعتها البتروكيماوية، وذلك من خلال الاستفادة من موارد حقل غاز فارس الجنوبي. يقع مقر الشركة على مساحة 77 هكتارًا في منطقة بارس الاقتصادية الخاصة للطاقة في عسلوية بمحافظة بوشهر. أنشئت JPC وفقًا للخطة الاقتصادية الثالثة لإيران لتعزيز الاستفادة الاقتصادية من موارد الغاز في حقل فارس الجنوبي. تُعرف JPC بمشروع "الأوليفينات 10" ضمن إطار شركة البتروكيماويات الوطنية الإيرانية، وتستفيد من قربها من الموارد الأساسية، بما في ذلك المواد الخام، الوقود، والبنية التحتية كالموانئ والطرق، مما يسهل دورها في الأسواق الوطنية والدولية ويدعم انتقال إيران نحو الصادرات غير النفطية.

## الوحدات والمنتجات
يضم مجمع الإنتاج التابع لشركة جم للبتروكيماويات عدة وحدات متخصصة تنتج مجموعة متنوعة من المنتجات البتروكيماوية. تشمل الوحدات الرئيسية وحدات الأوليفينات، البولي إيثيلين عالي الكثافة (HDPE)، البولي إيثيلين منخفض الكثافة الخطي (LLDPE)، البيوتاديين، والبيوتين-1. تجعل هذه المنشآت JPC واحدة من أكبر منتجي الأوليفينات عالميًا ومزودًا رئيسيًا لمنتجات البوليمرات في إيران. يشمل خط إنتاج الشركة مجموعة متنوعة من أنواع البولي إيثيلين ومشتقات بتروكيماوية أخرى، تلبي احتياجات الأسواق في الشرق الأوسط وخارجها.

## العقوبات
في يوليو 2022، فرضت وزارة الخزانة الأمريكية عقوبات على شركة جم للبتروكيماويات ضمن مبادرة تستهدف الحد من صادرات المنتجات البتروكيماوية الإيرانية.